# Podejście pozytywne
Podejście pozytywne — jedno z  podejść metodologicznych polityki gospodarczej. Przedmiotem badania jest zawsze obiektywna rzeczywistość. Zwolennicy tego modelu nie poszukują odpowiedzi na pytania, jak powinna wyglądać polityka gospodarcza, ale jaka ona faktycznie jest lub była i dlaczego.
Istotnym punktem badań prowadzonych w opraciu o tę metodę jest identyfikacja faktów, które składają się na politykę gospodarczą danego państwa i pozwalają logicznie objaśnić jego funkcjonowanie.
Zazwyczaj wykorzystanie ujęcia pozytywnego w badaniach prowadzonych nad polityką gospodarczą jest trudniejsze niż w przypadku zastosowania ujęcia normatywnego. W przypadku podejścia pozytywnego wymagane są bowiem żmudne badania nad różnorodnymi faktami składającymi się na złożony obiekt ekonomiczny. Ocena tych faktów wymaga chłodnego obiektywizmu, bez którego rzetelna analiza rzeczywistości jest niemożliwa, przy czym zachowanie pełnego obiektywizmu jest rzeczą niezmiernie trudną.
Podejście pozytywne mimo większego stopnia złożoności ma przewagę nad podejściem normatywnym, często opartym na nierealistycznych założeniach, co skutkuje dużą sugestywnością, ale jednocześnie teorie takie nie tłumaczą dobrze rzeczywistości nieodpowiadającej sztucznym założeniom.